# Taeke Wiebe Doekes Taekema
Taeke Wiebe Doekes Taekema (Leiderdorp, 14 de gener de 1980) és un jugador d'hoquei sobre herba neerlandès. Va guanyar la medalla de plata amb la selecció absoluta als Jocs Olímpics d'Atenes 2004. Va debutar amb la selecció el 28 de gener del 2000 en un partit amistós contra la selecció d'Egipte. Ha estat més de 150 vegades internacional amb la selecció neerlandesa com a defensa.
Durant l'Europeu de Nacions de 2007 va assolir el rècord de 16 gols incloent el doble "hat trick" contra Bèlgica en semifinals. Per celebrar el seu rècord, Adidas va introduir l'edició limitada del stick TT10 en el qual van posar les seves inicials i el número de la samarreta.